# Udine (provincie)
De provincie Udine (Friulaans: Udin/Sloveens: Videm) is gelegen in de Noord-Italiaanse regio Friuli-Venezia-Giulia. In het noorden grenst ze aan de Oostenrijkse deelstaat Karinthië, in het oosten aan de Sloveense regio's Gorenjska en Primorska. In het zuiden lag de grens met de provincie Gorizia en in het westen de grens met de provincies Pordenone, Venetië en Belluno.
De provincie werd op 22 april 2018 opgeheven. De regio Friuli-Venezia Giulia is sindsdien niet meer in 4 provincies, maar in Unioni territoriali intercomunali (UTI) (intergemeentelijke unies) verdeeld. Het grondgebied van de vroegere provincie Udine is daarbij verdeeld in tien intercommunale unies.
In 2019 werd de provincie echter opnieuw opgericht als Regionale Decentralisatie-eenheid Udine (Italiaans: ente di decentramento regionale di Udine/ Friulaans: ent di decentrament regjonâl di Udin/Sloveens: enota deželne decentralizacije Videm).

## Territorium
In het noordelijkste deel van de provincie liggen de Carnische Alpen, het hoogste punt is de Monte Coglians die 2780 meter hoog is. Met een neerslag van meer dan 3000 millimeter per jaar is dit het natste deel van Italië. In het oosten ligt het dolomietgebergte van de Dolomiti Friulane dat tot regionaal natuurpark verklaard is. Naar het zuiden toe worden de bergen lager en verandert in een laagvlakte. Dit is het dichtstbevolkte deel van de provincie waar ook de hoofdstad Udine ligt. De belangrijkste rivier is de Tagliamento. In het zuidelijkste deel van de provincie liggen twee grote lagunes; de Laguna di Marano bij de badplaats Lignano Sabbiadoro en de Laguna di Grado bij de gelijknamige badplaats.

## Belangrijke plaatsen
- Udine (96.758 inw.)
- Gemona del Friuli (11.040 inw.)
- Cividale del Friuli (11.355 inw.)
- Tavagnacco (12.371 inw.)

## Bezienswaardigheden
De hoofdstad Udine is na Triëst de grootste stad van de regio Friuli-Venezia-Giulia. Het hart van de stad is het Piazza della Libertà met de renaissancistische Porticato di San Giovanni, Torre dell'Orologio en de Venetiaanse Loggia del Lionello. Verder staat er nog een zuil met de leeuw van Venetië erop. Vijftien kilometer ten zuiden van Udine ligt de stervormige stad Palmanova. Cividale del Friuli, ten oosten van Udine, is van Romeinse oorsprong. Het archeologisch museum is een ontwerp van Andrea Palladio. Markant is de 15de-eeuwse brug Ponte del Diavolo  met zijn twee bogen over de heldere rivier de Natisone.
Aquileia is de belangrijkste bezienswaardigheid van de provincie. De kleine plaats heeft een enorme romaanse basiliek. De mozaïekvloer van de kerk dateert uit de 4de eeuw en is nog afkomstig uit een eerdere kerk. In 181 voor Christus werd de plaats gesticht door de Romeinen en was de belangrijkste haven aan de Adriatische Zee. Achter de basiliek zijn nog de overblijfselen te zien van de rivierhaven. In Aquileia zijn drie musea te vinden waarvan één in het nabije gehucht Monastero. Aan de andere kant van de lagunes ligt Lignano Sabbiadoro, de tegenpool van het rustige Aquileia. Het is een van de belangrijkste Italiaanse badplaatsen aan de Adriatische kust.
Het noordoosten van de provincie is een belangrijk doorgangsgebied. De snelweg A23 voert door het Val Canale naar Oostenrijk. De invloed van dit buurland is duidelijk te zien in de architectuur van de bergdorpen. Er zijn verschillende natuurparken in de zone waaronder die van de Dolomiti Fiulane en het gebied van Julische Vooralpen.

## Foto's

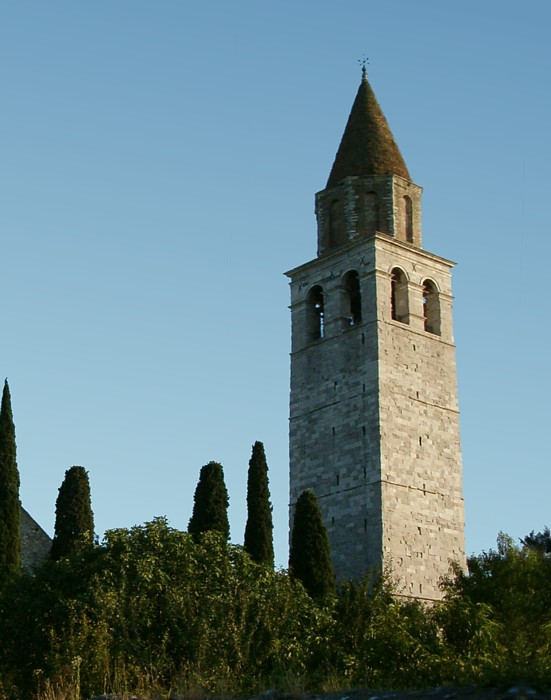
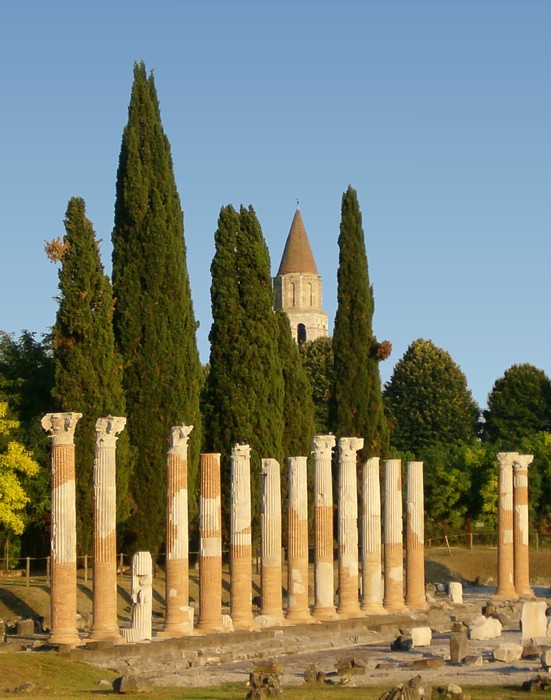